# Dombeya hafodahy
Dombeya hafodahy är en malvaväxtart som beskrevs av Arenes. Dombeya hafodahy ingår i släktet Dombeya och familjen malvaväxter. Inga underarter finns listade i Catalogue of Life.